# عصام الجندي
عصام محمد أحمد الجندي هو لاعب شطرنج مصري من مواليد القاهرة، وُلد في 14 يوليو 1966، يُعتبر عصام أستاذ كبير في الشطرنج، وهو مُدرب لدى الاتحاد الدولي للشطرنج.
عصام الجندي بَطل مِصر السابق في الشطرنج (2002)، وبطل أفريقيا (2003)، كما قامَ بتمثيل مِصر في ثلاثة أولمبياد شطرنج (1996، 1998، 2014)، كما تنافس في بطولة العالم للشطرنج التابعة للاتحاد الدولي للشطرنج (1999، 2004)، ونافسَ في ستة بطولات كأس العالم للشطرنج (2017,2019,2007، 2009، 2011، 2013).

## مسيرته
في عام 2003، فاز الجندي ببطولة الشطرنج المصريّة 2002 المؤجّلة،

## وصلات خارجية
- الأهرام: عصام الجندي يتصدر منافسات البطولة العربية للشطرنج، نُشر بتاريخ 26 ديسمير 2003.

عصام الجندي على موقع الاتحاد الدولي للشطرنج (الإنجليزية)
- عصام الجندي على موقع مباريات الشطرنج (الإنجليزية)
- عصام الجندي على موقع 365Chess.com (الإنجليزية)
- عصام الجندي على موقع Chesstempo.com (الإنجليزية)
- عصام الجندي على موقع الاتحاد الأمريكي للشطرنج (الإنجليزية)
- عصام الجندي سجل أولمبياد الشطرنج على موقع OlimpBase.org (الإنجليزية)